# 巴莱多
巴莱多（Melchior Nunes Barreto，1520年—1571年8月10日），葡萄牙天主教传教士。他出生于波尔图，1543年加入耶稣会。1551年被派往印度传教。1555年时曾抵达澳门，开始了天主教在澳门的历史。1556年他前往日本传教。1557年发愿，1571年于卧亚逝世。